# MSCI
MSCI Inc. (anteriormente Morgan Stanley Capital Internacional y MSCI Barra), es un ponderador estadounidense de fondos de capital inversión, deuda, índices de mercados de valores, de fondos de cobertura y otras herramientas de análisis de carteras. Publica el MSCI BRIC, MSCI World, MSCI Europe y MSCI EAFE Indexes. La compañía tiene su sede en la torre 7 del World Trade Center. en Manhattan, Nueva York, EE. UU.

## Historia
En 1968, Capital International publicó índices que cubrían el mercado bursátil mundial para mercados no estadounidenses. En 1986, Morgan Stanley licenció los derechos de los índices de Capital International y calificó los índices como los índices de Morgan Stanley Capital International (MSCI). En los años ochenta, los índices MSCI eran los principales índices de referencia fuera de los EE. UU. antes de ser unidos por FTSE, Citibank y Standard & Poor's. Después de que Dow Jones comenzó a flotar ponderando sus fondos de índice, MSCI siguió. En 2004, MSCI adquirió Barra, Inc., para formar MSCI Barra. A mediados de 2007, la empresa matriz Morgan Stanley decidió desprenderse de, y tal vez spin off, MSCI. Esto fue seguido por una oferta pública inicial de una minoría de acciones en noviembre de 2007. La cesión se completó en 2009. La compañía tiene su sede en la ciudad de Nueva York.

## Adquisiciones
MSCI adquirió RiskMetrics Group, Inc. y Measurisk en 2010, así como Investment Property Databank en 2012. En 2013, MSCI adquirió Investor Force de ICG Group (anteriormente Internet Capital Group). En agosto de 2014, MSCI adquirió GMI Ratings.

## Índices
El índice MSCI, que significa Morgan Stanley Capital International, es un conjunto de índices bursátiles utilizados para medir el desempeño financiero de los mercados de valores en todo el mundo. Estos índices son creados y gestionados por la empresa MSCI, que es una referencia clave en el ámbito financiero y de inversión.
Con diferencia, el MSCI World es el índice más importante de Morgan Stanley.
El MSCI World es uno de los índices bursátiles de referencia globales más conocidos y representa la economía y mercados financieros del mundo desarrollado, ya que está compuesto por más de 1.500 compañías cotizadas de mediana y gran capitalización de 23 países desarrollados a nivel mundial.
Creado en febrero de 1970, su objetivo era proporcionar información acerca del rumbo de la economía y los mercados financieros a nivel global. Sin embargo, solo cuenta con países desarrollados, excluyendo a los emergentes y pre emergentes.
El MSCI World es un índice ponderado por capitalización bursátil y ajustado por el free float de las compañías. Por lo que un movimiento porcentual del precio de las compañías grandes conduce a un movimiento mayor en la cotización del índice, a diferencia de las medianas y pequeñas. Es una forma de reflejar que las grandes tienen mayor impacto en la economía real que las otras.